# Liste des principales œuvres pour deux violons
Voici une liste des principales œuvres pour deux violons.

## Deux violons solos
- Milton Babbitt : Arrivals and Departures (1994)
- Johann Christian Bach : Six duos pour deux violons, n° 1 à 6
- Béla Bartók : 44 Duos, Sz. 98, BB 104
- Luciano Berio : Duetti (1983)
- Charles-Auguste de Bériot : Grand duo concertant, op. 57
- Howard J. Buss : Time Capsule (2002)
- Géza Frid :
  - Vingt duos, op. 37
  - Paganini Variations pour deux violons, op. 77
- Vladimír Godár : Violin Duets, 72 pièces pour deux violons (1981) - I. 24 Duets ; II. 40 Duets (Melodiarium) ; III. Suite for Two Violins
- Henryk Górecki : Sonate pour deux violons, op. 10 (1961)
- Joseph Haydn : 6 Sonates pour deux violons, Hoboken VI: G1
- Paul Hindemith : Kanonische Variationen pour deux violons (1931)
- Arthur Honegger : Sonatine pour deux violons (1920)
- Drago Kocakov : Sonate pour deux violons Intimus (1951) (la seule sonate de Croatie pour deux violons)
- Ana Leira Carnero: Carnavalito XXI (2021)
- Guillaume Lekeu : Minuetto pour deux violons V.50
- Allan Pettersson : Sept sonates
- Gerhard Präsent : Vier Tänze für zwei Violinen (Quatre danses pour deux violons) op. 24 ()
- Sergei Prokofiev : Sonate pour deux violons, op. 56
- Marta Ptaszynska : Mancala (1997)
- Alan Rawsthorne : Thème et variations (1937/38)
- Max Reger : Drei Canons und Fugen im alten Stil für 2 Violinen, op. 131b (1914)
- Ferenc Sebök  : 24 duos pour violons, Miroirs de styles A, B, C, D
  - Miroirs de styles A : op. 4 no 1, op. 4 no 2, op. 4 no 4, op. 4 no 5, op. 5 no 1, op. 8 no 1
  - Miroirs de styles B : op. 4 no 3, op. 4 no 6, op. 5 no 3, op. 5 no 4, op. 5 no 6, op. 8 no 5, op. 20 no 1, op. 20 no 2
  - Miroirs de styles C : op. 5 no 2, op. 8 no 3, op. 8 no 4, op. 8 no 6, op. 20 no 3
  - Miroirs de styles D : op. 5 no 5, op. 8 no 2, op. 20 no 4, op. 20 no 5, op. 20 no 6
  - 6 duos pour violons op. 6
- Johanna Senfter : 10 Alte Tänze, op. 91
- Georg Philipp Telemann : 6 sonates canoniques
- Antonín Vranický :
  - Variations, op. 7
  - Duos, op. 9
  - Trois duos, op. 20
  - Vingt variations
- Mieczysław Weinberg : Sonate, opus 69 (1959)
- Henryk Wieniawski : Études-Caprices, opus 18
- Eugène Ysaÿe : Sonate (1915)
- Isang Yun : Sonatina pour deux violons (1983)
- John Zorn : Apophthegms (2012)

## Deux violons et orchestre
- Malcolm Arnold : Concerto pour 2 violons et orchestre à cordes, op. 77 (1962)
- Johann Sebastian Bach : Concerto pour 2 violons en ré mineur, BWV 1043 (1723)
- P. D. Q. Bach : Konzertschtick for Two Violins Mit Orchestra, S. 2+ †
- Gerd Domhardt : Concerto pour 2 violons et orchestre en un mouvement (1979)
- Rob du Bois : Concerto pour 2 violons et orchestre (1979)
- Lukas Foss : Orpheus and Euridice pour 2 violons, orchestre de chambre et bande (1983, seconde version de Orpheus (1972))
- Géza Frid : Concerto pour 2 violons et orchestre, op. 40
- Philip Glass : Echorus pour 2 violons et orchestre à cordes (1995, version de l’Étude n° 2 pour piano)
- Gustav Holst : Double concerto pour 2 violons et orchestre, opus 49
- Bohuslav Martinů :
  - Duo concertant (Concerto no 1) pour 2 violons et orchestre, H. 264 (1937)
  - Concerto n° 2 en ré majeur pour 2 violons et orchestre, H. 329 (1950)
- Karl Marx : Concerto pour 2 violons et orchestre
- Wolfgang Amadeus Mozart : Concertone en do majeur pour deux violons et orchestre, K. 190 (1774)
- Arvo Pärt : Tabula Rasa pour 2 violons, piano préparé et orchestre à cordes (1977)
- Mark O'Connor : Double concerto pour 2 violons et orchestre symphonique (1997)
- Marta Ptaszynska : Concerto grosso pour 2 violons et orchestre de chambre (1996)
- Steve Reich : Duet pour deux violons et orchestre à cordes (1993)
- Pablo de Sarasate : Navarra, duo en la majeur pour deux violons et orchestre (ou piano), opus 33 (1889)
- Johanna Senfter : Concerto pour 2 violons et orchestre à cordes, op. 40
- Obadiah Shuttleworth : 2 concerti grossi, pour deux violons solos et orchestre à cordes, arrangements des sonates de l'opus 5 d'Arcangelo Corelli (1653.–1713.)
- Nikos Skalkottas : Concerto pour 2 violons (1944-5.) (non orchestré)
- Eugène Ysaÿe : Amitié, poème, pour 2 violons et orchestre, op. 26

### 3 violons ou plus et orchestre
- Johann Sebastian Bach : Concerto pour 3 violons en ré majeur, BWV 1064
- Géza Frid : Concerto pour trois violons et orchestre, op. 78
- Ferenc Sebök  : Trios à cordes
  - Romance op. 36
  - Fantaisie op. 32
  - op. 38 no 1 Pro Deo, op. 38 no 2 L'inaccessible étoile, op. 38 no 3 Romance, op. 38 no 4 Allégresse, op. 38 no 5
  - Espérance, op. 38 no 6 Joie et Peine

## Deux violons et piano
- Dmitri Chostakovitch : Cinq pièces pour deux violons et piano
- Géza Frid : Separate Ways, op. 75a
- Ladislav Gabrielli : Trois trios pour deux violons et piano[1]
- Georg Friedrich Haendel : Sonate pour deux violons et piano en sol mineur no 2
- Guillaume Lekeu : Adagio molto espressivo pour deux violons et piano V.33
- Darius Milhaud : Sonate pour deux violons et piano, op. 15
- Moritz Moszkowski : Suite, op. 71
- Christian Sinding :
  - Sérénade, op. 56/1
  - Sérénade, op. 92/2